# Флаг Таджикской ССР
Флаг Таджи́кской ССР (тадж. Парчами РСС Тоҷикистон) — официальный государственный символ Таджикской Советской Социалистической Республики, наряду с гербом и гимном этой союзной республики, входившей в 1929—1991 годах в состав СССР.
Флаг Таджикской ССР несколько раз изменялся. Последний и окончательный раз флаг этой союзной республики был изменён и официально утверждён 20 марта 1953 года. 
- Флаг Таджикской ССР в 1929—1931 годах
- Флаг Таджикской ССР в 1931—1935 годах
- Флаг Таджикской ССР в 1935—1936 годах
- Флаг Таджикской ССР в 1936—1938 годах
- Флаг Таджикской ССР в 1938—1940 годах
- Флаг Таджикской ССР в 1940—1953 годах
- Флаг Таджикской ССР в 1953—1991 годах